# Rick Genest

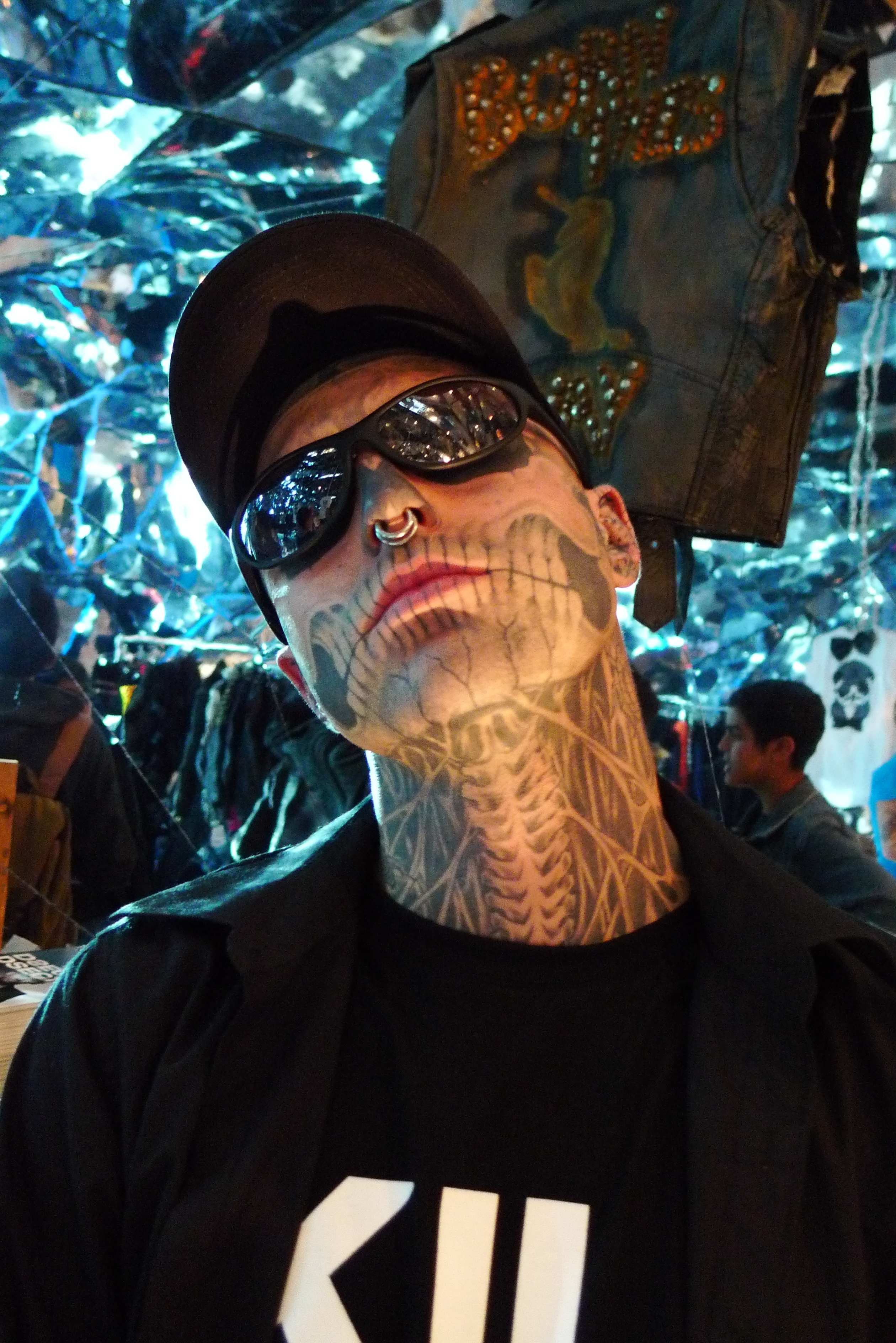
Rick Genest, 2011

Rick Stephan Genest (* 7. August 1985 in LaSalle, Québec; † 1. August 2018 in Mont-Royal) war ein auch als Zombie Boy bekannter kanadischer Performancekünstler und Model. Er war besonders wegen seiner Ganzkörpertätowierung mit dem Motiv einer verwesenden Leiche bekannt.

## Leben
Genest wuchs in LaSalle auf. Mit 16 Jahren ließ er sich als erste Tätowierung das Motiv eines Jolly Rogers stechen. Nach seinem Abitur bewegte er sich als Punk und Anarchist in der Hausbesetzerszene in Montreal. Den Entschluss, seinen gesamten Körper mit dem Motiv einer Leiche zu tätowieren, fasste Genest mit 19 Jahren. Beeinflusst wurde er dabei von einem Hirntumor, der ihm im Alter von 15 Jahren diagnostiziert worden war. Nach der Operation lebte Genest zunächst als Obdachloser und später in einer Ersatzfamilie.
Der Artdesigner und als Stylist für Lady Gaga tätige Nicola Formichetti wurde im März 2010 über Fotos bei Facebook auf Rick Genest aufmerksam, die dieser dort von sich hochgeladen hatte. Formichetti zahlte eine Kaution von 15.000 Euro, um Genest außerhalb Kanadas erstmals am 19. Januar 2011 für eine Modenschau für Thierry Mugler engagieren zu können. Aufgrund einer Geldstrafe hätte Genest das Land sonst nicht verlassen dürfen.
Am 27. Februar 2011 spielte er beim Videodreh zu Born This Way von Lady Gaga, in dem die Sängerin die Tätowierungen Genests als Körperbemalung nachgezeichnet bekam. Später spielte er zudem in dem Musikvideo der polnischen Popsängerin Honey zu deren Lied Sabotage. In einem Werbeclip für ein Make-up-Produkt ist er mit überschminkten Tätowierungen zu sehen. Im Jahr 2025 veröffentlichte Lady Gaga mit dem Album Mayhem das Lied „Zombieboy“ als Hommage an Genest und die Zusammenarbeit in 2011.
Im Jahr 2013 hatte Genest einen Kurzauftritt im Fantasyfilm 47 Ronin.
Am 1. August 2018 wurde er, nach einem Sturz aus dem 4. Stock seines Apartments in Mont-Royal, einer Gemeinde nahe Montreal, tot aufgefunden. Die Polizei geht bei der Todesursache von Suizid aus. Seine Familie und sein Management zweifelt daran und nimmt einen Unfall an. Die These eines Unfalltodes bestätigte der Coroner des kanadischen Bundesstaates Québec im Oktober 2019.

## Modifikationen und Rekorde
2011 wurde Genest als Rekordhalter wegen seiner 176 Insekten- und 139 Knochen-Tattoos zweifach ins Guinness-Buch der Rekorde eingetragen.
Bis 2012 hatte er etwa 15.000 Euro in seine körperliche Veränderung investiert. Über die Finger beider Hände trug er den Schriftzug Evil Dead, nach dem Film The Evil Dead (Tanz der Teufel) von Sam Raimi. Sein Kopf trug das Motiv einer offenen Schädeldecke. Außerdem hatte er sich einer Zungenspaltung unterzogen und trug zwei Septum-Piercings und ein Bridge-Piercing.

## Filmografie (Auswahl)
- 2009: Carny (Fernsehfilm)
- 2011: Aquario (Kurzfilm)
- 2013: 47 Ronin
- 2013: In Faustian Fashion (Kurzfilm)
- 2014: Love at Last Sight (Kurzfilm)
- 2017: Silent Witness (Fernsehserie, 2 Folgen)